# El son del dolor
«El son del dolor» es una de las canciones más importantes[cita requerida] de la banda de Rock mexicana Cuca, junto con Cara de pizza este fue el sencillo que los dio a conocer incluso en lugares como España y Colombia, alcanzando el #4 en los charts mexicanos a comienzos de 1992. El sencillo es extraído del álbum de 1992 La invasión de los blátidos.
El son del dolor presenta una fuerte influencia de Hard rock, pero también de Rock ligero.
Es uno de los grandes himnos del Rock Mexicano hasta la fecha.
La canción ocupa el puesto #73 en la lista de las 100 mejores canciones de los 90's en español de VH1
El riff de El son del dolor es muy parecido a la canción Dance the Night Away del grupo californiano Van Halen.